# 빌라산토스테파노
빌라산토스테파노(이탈리아어: Villa Santo Stefano)는 이탈리아 라치오주 프로시노네도에 위치한 코무네다. 로마로부터 남동쪽 80km, 프로시노네로부터 남쪽 13km 거리에 있다.